# 포트넘 & 메이슨

포트넘 사의 예전 얼 그레이 홍차 깡통

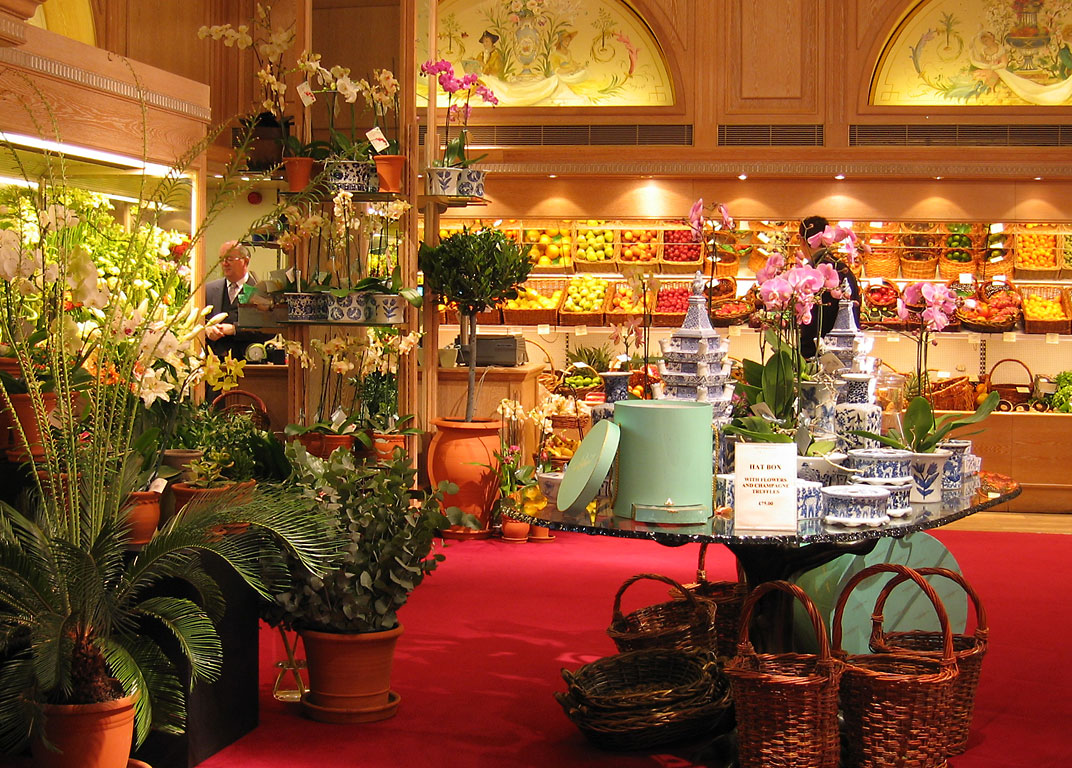
포트넘 앤드 메이슨 1층에 위치한 과일/꽃 매장

포트넘 & 메이슨(영어: Fortnum & Mason)은 1707년에 윌리엄 포트넘과 휴 메이슨이 공동으로 설립한, 런던 피카딜리에 위치한 백화점이다. 여러 층 가운데 단 한 개의 층만을 차지하고 있는 식품 매장, 특히 고급 식품 매장 덕분에 유명하게 되었다. 역시 유명한 차 매장도 거기에 위치하고 있다.
1761년, 윌리엄 포트넘의 손자인 찰스 대에 이르러, 영국 왕실에 납품하게 됨으로써 성장하였다.
나폴레옹 전쟁 당시, 포트넘 사는 마른 과일, 향신료 및 그 밖의 보존 식품을 영국 군대에 납품했으며 빅토리아 시대에는 왕실의 행사에 자주 음식을 납품하였다. 빅토리아 여왕은 크림 전쟁 기간 동안 환자들을 위한 쇠고기 수프를 포트넘 사를 통해 나이팅게일의 병원들에 보내주기도 하였다.
1964년에는 창립자를 기리고자 4톤에 이르는 거대한 시계를 매장에 설치하였다. 매 시간마다 4피트 크기의 윌리엄 포트넘과 휴 메이슨의 인형이 나와 마주 보며 인사를 하고, 종이 울리며, 18세기 풍의 배경 음악이 연주된다.
포트넘 앤드 메이슨은 호화스런 피크닉 바구니로도 유명한데, 이는 헨리 레가타나 애스컷 경마 등 빅토리아 시대 상류 사회의 각종 행사에서 제공되기 시작했었다. 피크닉 바구니에는 스틸턴 치즈, 샴페인과 훈제 연어 등의 각종 진미가 들어간다. 아직까지도 영국의 상류 사회에서는 (특히 크리스마스 즈음에는) 피크닉 바구니가 인기 있다.
2001년에는 캐나다의 억만장자인 W. 가필드 웨스턴에 의해 인수되었으며 그의 손녀인 제이너 웨스턴 카야트에 의해 경영되고 있다.
300주년을 맞는 2007년을 대비해, 매장은 대형 보수 공사를 진행하고 있다.
300주년을 기해 전 홍차의 캐디(보관용 캔)디자인의 변경, 수개의 홍차 블랜드명의 변경, 300주년 기념 홍차(2종), 기념 비스켓, 샴페인이 들어간 truffle, 레릿쉬 발매등이 있었다.
현재 포트넘 메이슨社는 일본의 백화점 중 미츠코시의 점포에 컨셉샵, 티샵을 전개하고 있다.

## 같이 보기
- 포숑 (Fauchon)